# Демократска партија Албанаца
Демократска партија Албанаца (ДПА) (алб. Partia Demokratike Shqiptare) је друга по снази политичка партија етничких Албанаца у Северној Македонији, одмах након ДУИ. Настала је спајањем Партије демократског просперитета Албанаца (ПДПА) и Народно-демократске партије (НДП). ДПА је регистрована тек пет година након свог оснивања, односно 2002. године. Први вођа ДПА био је Арбен Џафери, а 2007. га је заменио Мендух Тачи.
ДПА је биила у коалицији с ВМРО-ДПМНЕ од 2006. до 2008, након чега је поновно прешла у опозицију. На последњим изборима у Македонији 2011. године освојила 5,9% гласова, односно 8 од 123 посланичка места у Собрању.